# 7e étape du Tour d'Italie 2009
La 7e étape du Tour d'Italie 2009, s'est déroulée le 15 mai 2009. Cette étape longue de 242 km reliait Innsbruck à Chiavenna. Le Norvégien Edvald Boasson Hagen s'est imposé.

## Classement de l'étape
| Classement de la 7e étape | Classement de la 7e étape | Classement de la 7e étape | Classement de la 7e étape                         | Classement de la 7e étape |
|                           | Coureur                   | Pays                      | Équipe                                            | Temps                     |
| ------------------------- | ------------------------- | ------------------------- | ------------------------------------------------- | ------------------------- |
| 1er                       | Edvald Boasson Hagen      | NOR                       | Columbia-High Road                                | en 5 h 56 min 53 s        |
| 2e                        | Robert Hunter             | RSA                       | Barloworld                                        | m.t.                      |
| 3e                        | Pavel Brutt               | RUS                       | Team Katusha                                      | m.t.                      |
| 4e                        | Davide Viganò             | ITA                       | Fuji-Servetto                                     | m.t.                      |
| 5e                        | Alessandro Bertolini      | ITA                       | Serramenti PVC Diquigiovanni - Androni Giocattoli | m.t.                      |
| 6e                        | Andriy Grivko             | UKR                       | ISD                                               | + 31 s                    |
| 7e                        | Matthew Goss              | AUS                       | Team Saxo Bank                                    | + 40 s                    |
| 8e                        | Allan Davis               | AUS                       | Quick Step                                        | m.t                       |
| 9e                        | Robert Förster            | GER                       | Team Milram                                       | m.t.                      |
| 10e                       | Ben Swift                 | GBR                       | Team Katusha                                      | m.t.                      |
| modifier                  |                           |                           |                                                   |                           |

## Classements à l'issue de l'étape

### Classement général
| Classement général | Classement général | Classement général | Classement général      | Classement général |
|                    | Coureur            | Pays               | Équipe                  | Temps              |
| ------------------ | ------------------ | ------------------ | ----------------------- | ------------------ |
| 1er                | Danilo Di Luca     | ITA                | LPR Brakes-Farnese Vini | en 28 h 8 min 48 s |
| 2e                 | Thomas Lövkvist    | SWE                | Columbia-High Road      | + 5 s              |
| 3e                 | Michael Rogers     | AUS                | Columbia-High Road      | + 36 s             |
| 4e                 | Levi Leipheimer    | USA                | Astana                  | + 43 s             |
| 5e                 | Denis Menchov      | RUS                | Rabobank                | + 50 s             |
| 6e                 | Ivan Basso         | ITA                | Liquigas                | + 1 min 6 s        |
| 7e                 | Carlos Sastre      | ESP                | Cervélo TestTeam        | + 1 min 16 s       |
| 8e                 | Christopher Horner | USA                | Astana                  | + 1 min 17 s       |
| 9e                 | Franco Pellizotti  | ITA                | Liquigas                | + 1 min 27 s       |
| 10e                | David Arroyo       | ESP                | Caisse d'Épargne        | + 1 min 41 s       |
| modifier           |                    |                    |                         |                    |

### Classement par points
| Classement par points | Classement par points | Classement par points | Classement par points   | Classement par points |
| --------------------- | --------------------- | --------------------- | ----------------------- | --------------------- |
|                       | Coureur               | Pays                  | Équipe                  | Point(s)              |
| 1er                   | Danilo Di Luca        | ITA                   | LPR Brakes-Farnese Vini | 56 points             |
| 2e                    | Alessandro Petacchi   | ITA                   | LPR Brakes-Farnese Vini | 54 pts                |
| 3e                    | Edvald Boasson Hagen  | NOR                   | Columbia-High Road      | 45 pts                |
| modifier              |                       |                       |                         |                       |

### Classement du meilleur grimpeur
| Classement du meilleur grimpeur | Classement du meilleur grimpeur | Classement du meilleur grimpeur | Classement du meilleur grimpeur                   | Classement du meilleur grimpeur |
| ------------------------------- | ------------------------------- | ------------------------------- | ------------------------------------------------- | ------------------------------- |
|                                 | Coureur                         | Pays                            | Équipe                                            | Point(s)                        |
| 1er                             | Danilo Di Luca                  | ITA                             | LPR Brakes-Farnese Vini                           | 25 points                       |
| 2e                              | Denis Menchov                   | RUS                             | Rabobank                                          | 15 pts                          |
| 3e                              | Michele Scarponi                | ITA                             | Serramenti PVC Diquigiovanni - Androni Giocattoli | 13 pts                          |
| modifier                        |                                 |                                 |                                                   |                                 |

### Classement du meilleur jeune
| Classement général du meilleur jeune | Classement général du meilleur jeune | Classement général du meilleur jeune | Classement général du meilleur jeune              | Classement général du meilleur jeune |
|                                      | Coureur                              | Pays                                 | Équipe                                            | Temps                                |
| ------------------------------------ | ------------------------------------ | ------------------------------------ | ------------------------------------------------- | ------------------------------------ |
| 1er                                  | Thomas Lövkvist                      | SWE                                  | Columbia-High Road                                | en 28 h 8 min 53 s                   |
| 2e                                   | Kevin Seeldraeyers                   | BEL                                  | Quick Step                                        | + 2 min 44 s                         |
| 3e                                   | Jackson Rodríguez                    | VEN                                  | Serramenti PVC Diquigiovanni - Androni Giocattoli | + 4 min 5 s                          |
| modifier                             |                                      |                                      |                                                   |                                      |

### Classement par équipes
| Classement par équipes | Classement par équipes                            | Classement par équipes | Classement par équipes |
|                        | Équipe                                            | Pays                   | Temps                  |
| ---------------------- | ------------------------------------------------- | ---------------------- | ---------------------- |
| 1re                    | Columbia-High Road                                | États-Unis             | en 83 h 45 min 35 s    |
| 2e                     | Astana                                            | Kazakhstan             | + 13 s                 |
| 3e                     | Serramenti PVC Diquigiovanni - Androni Giocattoli | Italie                 | + 2 min 46 s           |
| modifier               |                                                   |                        |                        |

## Abandons
75.  Jesús del Nero Montes (Fuji-Servetto)